# Dominik de Firmo
Dominik de Firmo (zm. przed 1395?) – augustianin-eremita, biskup skarpateński 1373, domniemany biskup pomocniczy włocławski.
Brak jest szczegółowych informacji o jego życiu i działalności. 6 IV 1373  uzyskał prowizję od papieża Grzegorza XI na biskupstwo Scarpatho (Scarpatos), wyspiarską diecezję na Morzu Egejskim w metropolii Rodos. Przy okazji nominacji wzmiankowano o nim jako o członku zakonu Eremitów św. Augustyna. Historiografia augustiańska nie wymienia jednak imienia takiego biskupa.
Na podstawie nadania odpustu dla kościoła Mariackiego w Gdańsku zaliczany jest do grona biskupów pomocniczy włocławskich. Dokument ten jest jednak nieczytelny, nie można też ustalić daty i miejsca jego wystawienia. O tym, że był to dokument odpustowy, wiadomo z potwierdzenia Zbyluta z Wąsosza, biskupa włocławskiego w 1380. Nie ma jednak pewności, że biskup Dominik przebywał w Gdańsku czy też w Polsce. Zachowała się pieczęć biskupa z jego imieniem i tytulaturą. Brak jest innych materiałów wskazujących na Dominika jako sufragana. 
Zmarł przed 1395, gdyż w tym czasie biskupem skarpateńskim został Mikołaj, syn Abrahama, biskup pomocniczy poznański.